# Anomoeotes tenellula
Anomoeotes tenellula là một loài bướm đêm thuộc họ Anomoeotidae. Loài này có ở Cameroon, Guinea Xích Đạo, Gabon, Sierra Leone và Togo.